# Шарлоттенбург (округ Берлина)
Шарлоттенбург — округ Берлина, существовавший с 1920 по 2000 годы. До 1920 года являлся самостоятельным городом. В настоящее время разделён на три района — Шарлоттенбург (исторический центр), Шарлоттенбург-Норд и Вестенд и включён в состав укрупнённого округа Шарлоттенбург-Вильмерсдорф.

## История
Первоначально на месте Шарлоттенбурга располагались селения Литцов (нем. Lietzow), Казов (нем. Casow) и Глинике (нем. Glienicke), известные с XIII века. Однако основательное развитие этой территории началось после того, как в 1695 году она перешла в собственность Софии-Шарлотты Ганноверской, получившей её от своего мужа, будущего короля Фридриха I в обмен на её собственные владения близ Потсдама. Шарлотта построила здесь свою летнюю резиденцию (завершена в 1699 году). После смерти Шарлотты дворец и поселение вокруг него получили название Шарлоттенбург, а в 1720 году с этим селением был официально объединён Литцов, давно поглотивший к тому времени Казов и Глинике. В дальнейшем город развивался как благодаря обслуживанию дворца бывшего любимой резиденцией Фридриха Вильгельма II и Фридриха Вильгельма III, так и благодаря превращению в любимое место отдыха берлинцев. В 1920 году Шарлоттенбург был включён в состав Большого Берлина.
После революции в России 1917 года в Шарлоттенбурге поселилось значительное количество русских эмигрантов, которые стали называть район Шарлоттенградом. В разные годы здесь жили Марина Цветаева, Владимир Набоков и Саша Чёрный. Впоследствии, преимущественно в конце двадцатых годов, значительная часть эмигрантов покинула Германию, переселившись во Францию или другие страны, и Шарлоттенбург утратил своё значение как центр русской эмиграции.
В 1920 году на месте города Шарлоттенбурга и округов расположения имущества лица Плётцензее, Хеерштрассе и Юнгфернхайде был образован округ Шарлоттенбург в составе Берлина. В 2001 году округ Шарлоттенбург вошёл в качестве района в состав нового округа Шарлоттенбург-Вильмерсдорф. В 2004 году на территории бывшего округа Шарлоттенбург были образованы районы Шарлоттенбург, Шарлоттенбург-Норд и Вестэнд.